# Horrido
Horrido oder Horridoh, auch Horido, gehört zum  jagdlichen Brauchtum und ist ein alter Gruß, Jagdgeschrei und Jagdruf aus der Jägersprache, der sich vom Hetzruf des Rüdemeisters beziehungsweise Rudelführers bei Meute- oder Treibjagden zum Anfeuern der Jagdhunde ableitet. Dieser Ruf lautete ursprünglich Ho’ Rüd’ Ho’ – also: Hoch, Rüde, hoch! Eine manchmal vermutete Ableitung vom lat. horridus (rau, struppig) oder horribilis (schauderhaft, schrecklich) ist hingegen nicht anzunehmen.

## Verwendung

### Jagd
In jagdlichen Kreisen ist Horrido bis heute gebräuchlich als Begrüßung (die Erwiderung lautet dann genauso), aber auch zur Ehrenbekundung als Hochruf bei festlichen Gelegenheiten und als Trinkspruch. Dabei ruft eine Person dreifach Horrido und die Runde antwortet jeweils mit Jo-Ho (oder seltener: Ho-Ho (vergleiche Liedtext zu Sonntagsjäger der Band Torfrock)). Auch beim Stelldichein von Reitjagden wird zum Aufbruch zur Jagd ein dreifaches Horrido gerufen. Ein verbreiteter Trinkspruch lautet:
Es lebe der Teufel und die Jagdreiterei!
Horrido – Joho, Horrido – Joho, Horrido – Joho!
Hussassa!
Im Jagdwesen der DDR, wo die sogenannte Staatsjagd zu den Ritualen der Partei- und Staatsführung gehörte, wurde der Gruß Horrido auch zum Abschluss der Jagd gebraucht.

### Jugendbewegung
Außerhalb der Jägerschaft ist der Gruß vor allem bei Wandervögeln, Fahrtenbünden und in Teilen der Pfadfinder-Bewegung sowie in der Deutschen Waldjugend verbreitet. Dort ersetzte Horrido mit Aufkommen des Nationalsozialismus den zuvor bereits gebräuchlichen Gruß Heil.

### Militär
Auch in die militärische Sprache und das entsprechende Brauchtum der Schlachtrufe hat der Gruß bereits ab 1631 Eingang gefunden, nachdem unter dem hessischen Landesfürsten Wilhelm V. von Hessen-Kassel eine militärische Einheit aus waffenkundigen Forstleuten und Jägern aufgestellt worden war. Kurz darauf übernahm der große Kurfürst Friedrich Wilhelm von Brandenburg dieses Konzept für seine Armee. Friedrich der Große bildete schließlich das Reitende Feldjägerkorps ebenfalls nur aus mit guter Geländeerfahrung ausgestatteten Forstbeamten und Forstdienst-Anwärtern. Diese waren gleichzeitig Jäger.

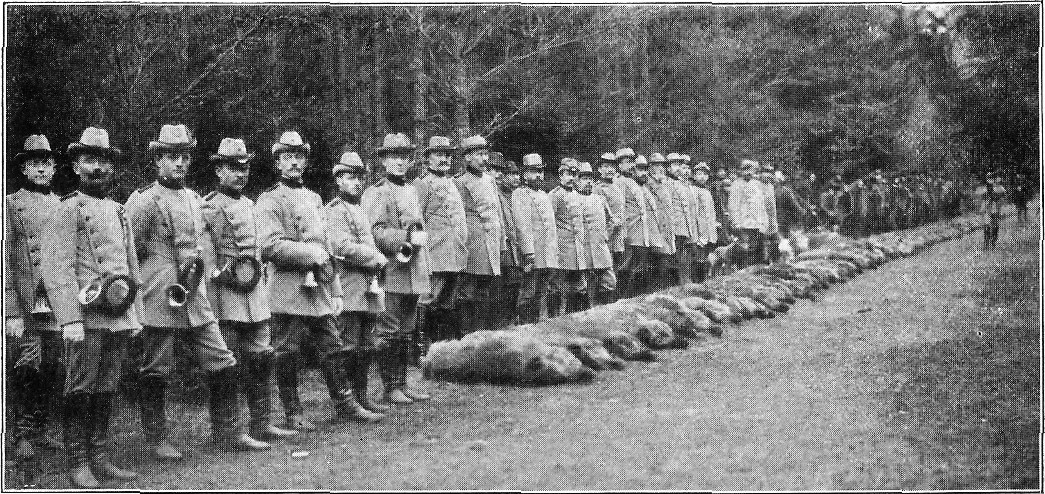
Lauenburgisches Jäger-Bataillon Nr. 9

### Karneval
Horrido ist der närrische Schlachtruf im thüringischen Oelze. Im Ganzen heißt es: Auf den Karneval im Schwarzatal ein dreifaches Horrido!
Auch die Narrenzunft Horb am Neckar benutzt diesen Ausruf. Ihr Schlachtruf ist: Horrido, die Horber hopset no!

### Schützenvereine
In Schützenvereinen, insbesondere im Landkreis Osnabrück (Niedersachsen), ist der Ausdruck als Gruß gebräuchlich, etwa im Schützenverein Iburg von 1869, im Schützenverein Malbergen von 1889 e.V. in Georgsmarienhütte, im Schützenverein Glane von 1578 im Bad Iburger Ortsteil Glane oder im Schützenverein Aschen von 1909 in Dissen.
In Niedersachsen tragen eine Reihe von Schützenvereine Horrido im Namen, so die Schützenvereine Horrido Heckenbeck, in Bockenem, in Völkenrode, in Ingeln, in Lichtenberg oder in Seesen, in Hessen etwa in Bebra der Schützenverein Horrido Weiterode oder in Stadtallendorf.
Im Münsterland wird das „Horrido“ vornehmlich beim Zuprosten verwendet. Hierbei wird, anders als bei der Jagd, nicht mit „Joho“, sondern einfach mit „Jo“ geantwortet. Etwa: „Zu Ehren des Schützenkönigs ein dreifach kräftiges Horrido!“. Die Antwort lautet dann „Jo!“.
Eine weitere Variante, welche auch häufig anzutreffen ist, ist der Ruf „Zu Ehren des Schützenkönigs ein dreifach kräftiges Horri!“. Darauf wird mit einem „Do!“ entgegnet. Nach einem dreimaligen Ruf wird dann mit einem „Hussa, Hussa, Hussassassa!“ der Trinkruf beendet.